# Hărți Google
Hărți Google (în engleză Google Maps) este un serviciu online dezvoltat de către compania americană Google. Acesta este specializat în cartografierea online a globului pământesc și permite vizualizarea de hărți, fotografii făcute din satelit cu suprafața Pământului și chiar returnarea de obiecte pierdute.
Hărți Google a fost lansat pe 8 februarie 2005 de către Google, după 6 luni de testare beta, și are în continuare un statut actual activ. Serviciul este gratuit pentru utilizatorii non-comerciali. Numele original al serviciului a fost Google Local.
Hărțile disponibile sunt similare cu proiecțile cilindrice de pe hărțile standard. În cazul determinării numelor țărilor dar și a marginilor teritoriale, Google apelează primar la standardul ISO 3166.

## Funcționalitate
Geocoder-ul special Hărți Google interprează adresele dintr-o țară în limba corespunzătoare țării respective. Acest serviciu este disponibil pentru Statele Unite ale Americii, Canada și majoritatea țărilor europene (inclusiv și România). Serviciul permite de asemenea și marcarea unui drum personalizat pentru o anumită călătorie. Ruta poată fi trasat liber între două locații, sau concepută automat. Este adăugat și un timp aproximativ de parcurgere. Traseul poate fi împărțit în câteva etape (de asemenea personalizabile). Puteți căuta diverse destinații folosind latitudinea și longitudinea acestor (spre exemplu, dacă veți căuta 44 25 39 N 26 5 15 E veți fi conduși către Palatul Parlamentului din București).

## Direcții
Această opțiune oferă utilizatorului posibilitatea să își calculeze rutele între două sau mai multe puncte. Aceste rute pot fi schimbate, prin drag-and-drop, în funcție de preferințe. Se pot seta anumite caracteristici, cum ar fi cu sau fără autostrăzi, cu sau fără străzi cu plată de parcare, etc. Această opțiune mai oferă și un traseu amănunțit, ce poate fi listat și urmărit.

## Crearea de drumuri noi
Există posibilitatea ca utilizatorul să adauge drumuri sau clădiri noi, ce nu sunt încă reprezentate pe hartă. Acest lucru se face prin trasarea cu creionul a drumului, cel mai exact fiind atunci când avem un traseu înregistrat cu GPS-ul, care încă nu există pe hartă. Acesta trebuie să fie aprobat înainte de a apărea pe hartă.

## Google Street View
În mai 2007, Google a introdus funcția Street View care reprezenta o mulțime de vederi panoramice (360°) a câtorva orașe din Statele Unite ale Americii - San Francisco, Las Vegas, Denver, Miami și New York, folosind o mașină cu o cameră panoramică atașată pe un stâlp deasupra acesteia. Google a intrat imediat într-un scandal, acuzat că încalcă intimitatea oamenilor deoarece în câteva poze se puteau vedea fețe de oameni, fotografiile fiind de înaltă rezoluție. Pozele curente au marcate drept cenzurate fețele oamenilor. Cu ocazia Turului Franței din 2008, serviciul a inclus câteva etape ale concursului. În cursul anilor 2009-2012, acest serviciu a apărut în țări precum SUA, Regatul Unit, Republica Cehă, Franța, Italia, Mexic, Olanda, Portugalia, România, Polonia, Spania, Elveția, Canada, Japonia, Taiwan și Singapore.

## Hărți Google pentru mobil
Aplicația Hărți Google a fost lansată în varianta pentru telefon mobil încă din anul 2006, la doar 1 an de la apariția online, pe atunci folosindu-se Java. Tehnologia a evoluat, iar cu timpul aplicația a devenit foarte populară în rândul utilizatorilor de smartphone-uri cu sistemul de operare Android. Aplicația poate să caute locații prin comenzi vocale, să afișeze starea traficului, să afișeze imagini din satelit, să arate imagini stradale prin serviciul Google Street View și să se conecteze cu bordul unei mașini.

## Liste de afaceri
Google colectează anunțuri de afaceri din mai multe surse online și offline. Pentru a reduce duplicarea în index, algoritmul Google fuzionează automat listările pe baza adresei, a numărului de telefon sau a geocodului. Google permite proprietarilor de afaceri să își creeze și să își verifice propriile date de afaceri prin intermediul Google Business Profile, fostul Google My Business.

## Imagine în unghi de 45°
În decembrie 2009, Google a introdus o nouă vizualizare constând în fotografii aeriene la un unghi de 45°, oferind o "vedere aeriană a orașelor". Primele orașe disponibile au fost San Jose și San Diego. Inițial, această funcție a fost disponibilă doar dezvoltatorilor prin intermediul API-ului Google Maps.

## Hărțile mele
„Hărțile mele” este o funcție din Google Maps lansată în aprilie 2007, care permite utilizatorilor să creeze hărți personalizate pentru uz personal sau pentru partajare. Utilizatorii pot adăuga puncte, linii, forme, note și imagini peste Google Maps folosind un editor WYSIWYG. Aplicația Android pentru Hărțile mele, lansată inițial în martie 2013 sub numele de Google Maps Engine Lite, a fost disponibilă până la eliminarea sa din Play Store în octombrie 2021.

## Google Local Guides
Google Local Guides este un program de voluntariat lansat de Google Maps care permite utilizatorilor să contribuie la Google Maps atunci când se înscriu. Uneori le oferă beneficii suplimentare pentru cooperarea lor. Utilizatorii pot atinge nivelurile 1-10 și pot fi recompensați cu insigne. Programul este parțial un succesor al programului Google Map Maker, deoarece caracteristicile din programul anterior au fost integrate în site și în aplicație.